# Myriam Antaki
Pour les articles homonymes, voir Antaki.
Myriam Antaki, née en 1950 à Damas, est une écrivaine d'origine syrienne.

## Biographie
Myriam Antaki naît à Damas et grandit dans une famille catholique et francophile,. Pour elle, le français est « la langue du rêve ». Elle fait des études d'économie et de psychologie aux Franciscaines Missionnaires de Marie, puis à Londres et à l'Université américaine de Beyrouth.
Elle vit ensuite à Alep jusqu'à la guerre de Syrie, puis déménage au Liban.
Ses écrits ont pour thème récurrent l'émancipation des femmes. Ses romans sont traduits dans plusieurs langues.
Elle est membre du Pen Club de France, correspondante de l'Académie des sciences, belles-lettres et arts de Lyon et membre du Comité d'Honneur de l'Alliance francophone. Depuis 2013, elle est membre du jury du Prix du Jeune Écrivain de langue française,.

## Œuvres
- La Bien-aimée, Olivier Orban, 1985, Prix de l'amitié franco-arabe[9].
- Les Caravanes du soleil, Gallimard, 1991.
- Les Versets du pardon, Actes Sud, 1999.
  - Verses of forgiveness (trad. Marjolijn de Jager), Other Press, 2002, Prix Hemingway[10].
- Souviens-toi de Palmyre, Grasset, 2003[11].
- L'Euphrate, Geuthner, 2007.
- La Rue de l'Ange, Erick Bonnier, 2015[12].
- Julia fille du Soleil impératrice de Rome, Erick Bonnier, 2019[13]
- La Vie toujours ailleurs; Editions Intervalles, 2024.

## Distinctions et jury
- : Chevalière de la Légion d'Honneur[Quand ?][14] ;
- : Officière des Arts et des Lettres[14]